# Roberto Fontanarrosa
Roberto Alfredo Fontanarrosa (Rosario, 26 de noviembre de 1944-ibídem, 19 de julio de 2007) fue un humorista gráfico, dibujante, guionista, historietista y escritor argentino. Fue uno de los artistas y humoristas más destacados del noveno arte en su país, y también es considerado como un destacado escritor de ficción en general (y del cuento corto en particular).

De mí se dirá posiblemente que soy un escritor cómico, a lo sumo. Y será cierto. No me interesa demasiado la definición que se haga de mí. No aspiro al Nobel de Literatura. Yo me doy por muy bien pagado cuando alguien se me acerca y me dice: «Me cagué de risa con tu libro»
Fontanarrosa

## Biografía
Roberto Fontanarrosa nació en la ciudad de Rosario, en 1944. Durante su infancia vivió en el centro de la ciudad, en un antiguo edificio en Catamarca 1421 esquina con Corrientes.
Fue a la escuela primaria Mariano Moreno y comenzó la secundaria en la escuela Industrial (hoy Politécnico). Su carrera comenzó a finales de los años 1960 como dibujante humorístico en la revista Boom de Rosario (1968) luego en Zoom y Deporte 70, destacándose rápidamente por su calidad y por la rapidez y seguridad con que ejecutaba sus dibujos. Estas cualidades hicieron que su producción gráfica fuera copiosa. Por el año 1973 dibuja en las revistas Hortensia y Satiricón y en el diario Clarín. Entre sus personajes más conocidos están el matón Boogie El Aceitoso y el gaucho Inodoro Pereyra y su perro Mendieta. Sobre la introducción de este último personaje en sus tiras, Fontanarrosa explicó: «Es muy difícil meter un caballo en un cuadrito de historieta, por lo tanto apareció un perro. Y se llama Mendieta, porque me causaban gracia los perros con nombres humanos».
Su fama trascendió las fronteras de Argentina. Por ejemplo, Boogie, el aceitoso empezó a publicarse en un diario de Colombia, y luego fue publicado muchos años por el semanario mexicano Proceso.
Se le conocía su gusto por el fútbol, deporte al cual le dedicó varias de sus obras. El cuento 19 de diciembre de 1971 es un clásico de la literatura futbolística argentina. Como buen «futbolero» siempre mostró su simpatía por el equipo al que seguía desde pequeño, Rosario Central. En 1954 el pequeño Fontanarrosa, con diez años, fue a la cancha por primera vez a ver al club de sus amores que jugaba frente a Tigre.
Desde 1979 hasta su muerte fue «colaborador creativo» de Les Luthiers, aportando frases y chistes en distintas obras, como por ejemplo, «La gallina dijo eureka», «Canción para moverse», «Cartas de color», «Epopeya de los 15» y «El sendero de Warren Sánchez».
Una de sus citas más conocidas sobre el fútbol es: «Si hubiera que ponerle música de fondo a mi vida, sería la transmisión de los partidos de fútbol».
Se casó dos veces. Con su primera esposa tuvo a su único hijo, Franco. Su segunda esposa, Gabriela Mahy, lo conoció en 2002 y contrajeron matrimonio en noviembre de 2006, previo divorcio.

### Su amor por la ciudad de Rosario
«Los rosarinos somos creativos; a falta de paisaje, Rosario tiene lindas minas y buen fútbol. ¿Qué más puede pretender un intelectual?»- Esa era la respuesta de Roberto Fontanarrosa cada vez que le preguntaban por qué vivía en Rosario y además agregaba : «Soy, lo confieso, uno de los tantos rosarinos que anhelan, egoístamente, que no seamos millones».
En los años setenta y ochenta, se lo podía encontrar tomándose un café en sus ratos libres en el bar El Cairo (esquina de calles Santa Fe y Sarmiento), sentado a la metafórica «mesa de los galanes», escenario de muchos de sus mejores cuentos. Desde los años noventa, la mesa se mudó al bar La Sede hasta la reapertura de El Cairo. Fontanarrosa era un verdadero habitué, declarando una vez: «Yo, al cielo, le pondría canchitas de fútbol y un par de bares, porque en el bar estás en tu casa y a la vez estás balconeando la calle».

### Últimos años
En 2003 se le diagnosticó esclerosis lateral amiotrófica, por lo que desde 2006 utilizó frecuentemente una silla de ruedas.
Fue expositor en el III Congreso de la Lengua Española que se desarrolló en Rosario, el 20 de noviembre de 2004. En el mismo dio la charla titulada «Sobre las malas palabras».
El 18 de enero de 2007 anunció que dejaría de dibujar sus historietas, debido a que había perdido el completo control de su mano derecha a causa de la enfermedad. Sin embargo aclaró que continuaría escribiendo guiones para sus personajes.
Desde entonces, el historietista Crist se encargó de ilustrar sus chistes sueltos, mientras que Óscar Salas hacía lo mismo con sus historietas de Inodoro Pereyra.

### Muerte
Fontanarrosa falleció el 19 de julio de 2007, a los 62 años, víctima de un paro cardiorrespiratorio una hora después de ingresar en un hospital con un cuadro de insuficiencia respiratoria aguda.
Fue enterrado al día siguiente de su muerte, acompañado por cientos de ciudadanos, entre ellos escritores, actores y autoridades de la política nacional. 
La marcha hizo una parada por espacio de unos minutos en cercanías al Estadio Gigante de Arroyito (estadio de Rosario Central; club del cual Fontanarrosa era un reconocido hincha), y luego continuó hacia el norte, hacia el cementerio Parque de la Eternidad en la vecina localidad de Granadero Baigorria, donde fue enterrado.
En noviembre de 2008 la segunda esposa, Gabriela, decidió radicar una denuncia demandando a Franco, el hijo del escritor, por los derechos intelectuales de la obra, y acusando al último de quedarse con las regalías por los libros y otros escritos.

## Premios y distinciones
De mí se dirá posiblemente que soy un escritor cómico, a lo sumo. Y será cierto. No me interesa demasiado la definición que se haga de mí. No aspiro al Nobel de Literatura. Yo me doy por muy bien pagado cuando alguien se me acerca y me dice: «Me cagué de risa con tu libro».
Fontanarrosa

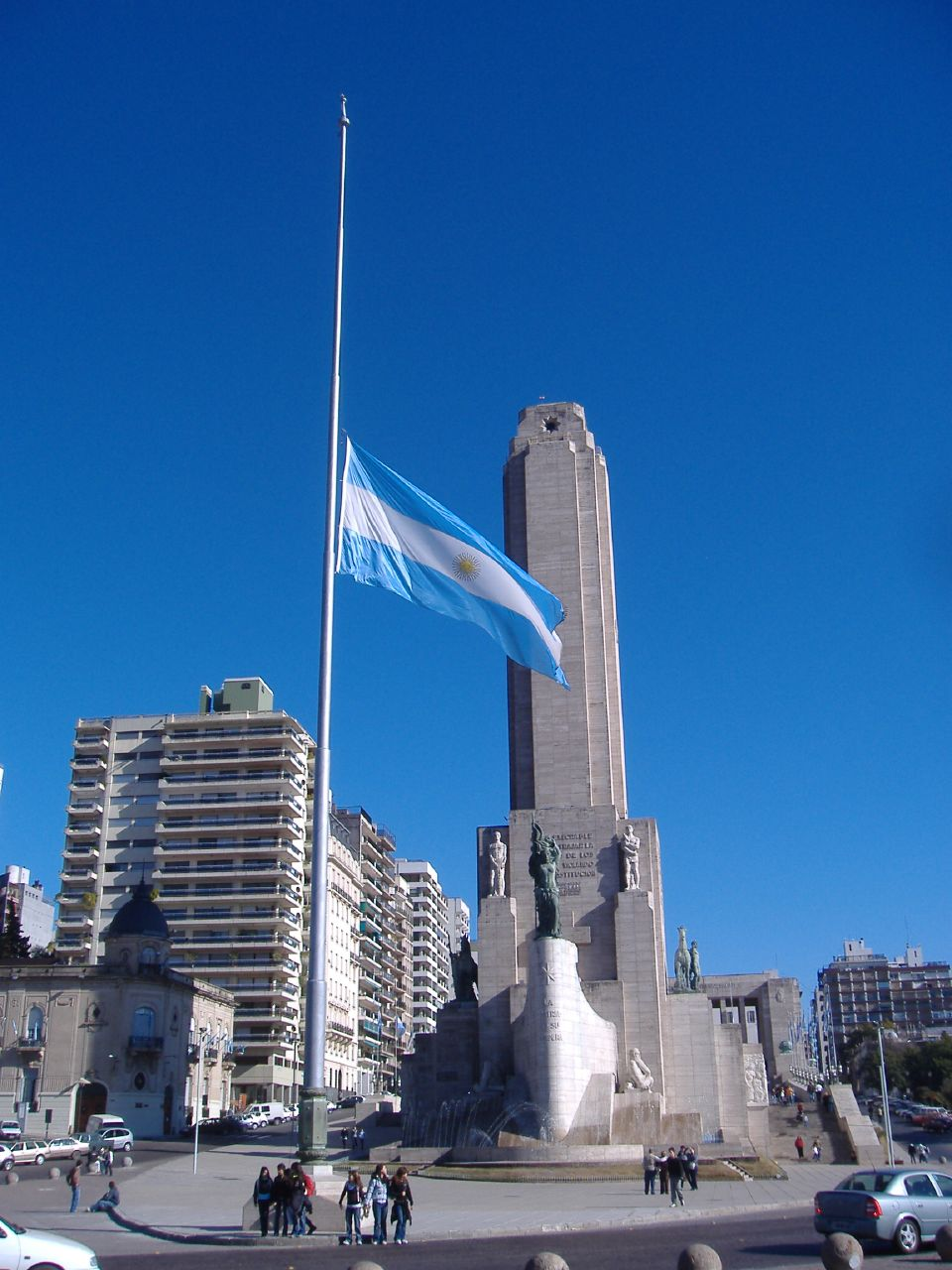
Bandera a media asta: la ciudad de Rosario de luto, el día de su fallecimiento.

El 26 de abril de 2006, el Senado le entregó la Mención de Honor Domingo Faustino Sarmiento, en reconocimiento a su vasta trayectoria y aportes a la cultura argentina.
En diciembre de 2006 recibió en la Feria Internacional del Libro en Guadalajara (México) el premio «La Catrina», reconocimiento que cada año se entrega en el Encuentro Internacional de Caricatura e Historieta.
Recibió además el Premio Konex de Platino en 1994 y el Diploma al Mérito en 1992, 2004 y 2012 (este último in memoriam).
En 2009 su personaje Inodoro Pereyra forma parte de la muestra "Bicentenario: 200 años de Humor Gráfico" que el Museo del Dibujo y la Ilustración realiza en el Museo Eduardo Sívori de Buenos Aires, homenajeando a los más importantes creadores de la historia argentina.
El 26 de noviembre, fue instituido como el Día Nacional del Humorista, en conmemoración del nacimiento de Roberto Fontanarrosa.
Desde 2014, por ordenanza del Concejo Municipal de Rosario, su casa natal fue declarada esquina “Roberto Fontanarrosa” .

### Centro Cultural Roberto Fontanarrosa
El 20 de julio (Día del amigo) del año 2013, el antiguo Centro Cultural Bernardino Rivadavia de la ciudad de Rosario se rebautizó con el nombre de Roberto Fontanarrosa; se trató de un homenaje impulsado por sus amistades y un acto al cual los rosarinos concurrieron multitudinariamente.

## Publicaciones
Escritor incansable, publicó tres novelas y doce libros de cuentos a través de los cuales mostró la genialidad de un escritor capaz de manejar con soltura gran diversidad de estilos. Muchos de sus cuentos fueron dramatizados y convertidos en obras teatrales, fílmicas o televisivas. Se han escenificado más de cinco versiones de Inodoro Pereyra, la última de ellas por el elenco El Galpón (de Montevideo). Asimismo, el cuento El mundo ha vivido equivocado ha sido adaptado innumerables veces para teatro.

### Recopilaciones de chistes sueltos
- ¿Quién es Fontanarrosa?
- Fontanarrisa
- Fontanarrosa y los médicos
- Fontanarrosa y la política
- Fontanarrosa y la pareja
- El sexo de Fontanarrosa
- El segundo sexo de Fontanarrosa
- Fontanarrosa contra la cultura
- El fútbol es sagrado
- Fontanarrosa de penal
- Fontanarrosa es Mundial (donde se recopilan las crónicas periodísticas que realiza en ocasión del mundial de fútbol de 1994).
- Fontanarrosa continuará

### Historietas
- Los clásicos según Fontanarrosa
- Semblanzas Deportivas
- Sperman
- Inodoro Pereyra (tomos 1 a 32).
- Boogie, el aceitoso (tomos 1 a 12). Este último se publicó en diarios uruguayos, colombianos, y mexicanos. También se han publicado libros con recopilaciones del personaje en Brasil e Italia.

### Novelas
- 1981: Best Seller (las aventuras del mercenario sirio homónimo)
- 1982: El área 18 (nuevas aventuras de Best Seller)
- 1985: La gansada

### Crónicas
- No te vayas campeón. Equipos memorables del fútbol argentino. (2001) Editorial Sudamericana,  ISBN 978-950-07-1800-4

### Libros de cuentos
- Fontanarrosa se la cuenta (1973) (Reeditado como Los trenes matan a los autos).
- El mundo ha vivido equivocado (1982).
- No sé si he sido claro (1986).
- Nada del otro mundo (1987).
- El mayor de mis defectos (1990).
- Uno nunca sabe (1993).
- La mesa de los galanes (1995).
- Los trenes matan a los autos (1997).
- Una lección de vida (1998).
- Puro fútbol (2000).(Recopilación de sus cuentos de temática de fútbol ya publicados)
- Te digo más... (2001).
- Usted no me lo va a creer (2003).
- El rey de la milonga (2005).
- 19 de diciembre de 1971 (2006), cuento incluido en el libro Once contra once. Cuentos de fútbol para los fanáticos del fútbol.
- Negar todo (2013).

### Ilustrador
- Hernández, José. Martín Fierro. Ilustrado por Roberto Fontanarrosa. Buenos Aires: Ediciones de La Flor, 2004. 186 páginas. ISBN 978-950-515-583-5

### Películas

#### Como intérprete
- Cine Negro (2006) - Entrevistado
- ¿De quién es el portaligas? (2007) - Juez
- Imaginadores (2008) - Entrevistado
- Puerta 12 (2008) - Entrevistado
- Fútbol Violencia S.A. (2009) - Entrevistado

#### Como guionista
- Martín Fierro: la película (2007).
- Cuestión de principios (2009).

#### Como autor
- Metegol (2012).
- Boogie, el aceitoso: la película (2009).
- Cuestión de principios (2009).
- Tómalo con calma (mediometraje) (2005).
- El vuelo de la oca (mediometraje) (2004).
- Una historia de tango (corto) (2000).
- Los duelistas (corto) (1997).
- La planicie de Yothosawa (corto).

#### Como diseñador de personajes
- Martín Fierro: la película (2007).
- Boogie, el aceitoso: la película (2009).

### Televisión
- Los cuentos de Fontanarrosa (2007).[13]